# Ярошевич, Жозефинна
Жозефинна (Инна) Ярошевич (англ. Josephine Yaroshevich) (род. 1946, Харьков, СССР) — израильская художница, сценаристка и педагог, родившаяся в Советском Союзе.

## Биография
Жозефинна Ярошевич родилась в Харькове, в еврейской семье, окончила (с серебряной медалью) среднюю школу в Одессе, где её учителями были известные художники Лев Межберг и Зоя Ивницкая. Продолжила обучение в Московской академии искусств и дизайна (Строгановка) и в аспирантуре Московского Института Эстетики (под руководством Воли Николаевича Ляхова). Преподавала в Строгановке и полиграфическом институте, работала в Театре на Таганке. Была связана с группой нонконформистов.
В 1973 году переехала на постоянное место жительства в Израиль. В Израиле преподавала в Академии Искусств Бецалель, работала в Музее Израиля, в музее Рокфеллера и в Еврейском Университете Иерусалима. Выставлялась в Израиле, США, Канаде, России, Англии, Франции, Германии, Японии и Китае.
Истоки её искусства берут начало в русском авангарде. На её духовное и эстетическое развитие повлияли Кандинский, Малевич, Эль Лисицкий и Скрябин. Жозефинна Ярошевич является первопроходцем в области компьютерного искусства c 1975 года, когда она начала работать в Академии Искусств Бецалель на факультете Art & Science рус. Искусство и Наука. Уже тогда она разработала и воплотила идею связи музыки и живописи на уровне Hi-Tech.
Её работы находятся в музеях Джерси-Сити, Хайфы и Монжерона, а также в коллекциях сенатора Генри Джексона, дипломата Дана Хамильтона, известного коллекционера Александра Глезера и многих других. В 2010 её «Музыка в Цвете» была представлена в Музее Современного Искусства в Шанхае и в Музее Израиля в Иерусалиме. Её творчество свободно от банального нарратива и клише. Постоянно ищет новые пути и приёмы художественного выражения, используя традиционную масляную живопись наряду с ультра современными дигитальными средствами.
Доктор философии.

## Персональные выставки
- 2010 — 5-19.Февраль, «Музыка в цвете». Музей Израиля, Иерусалим.
- 2007 — сентябрь-октябрь — Арт-Хаус, Иерусалим. Израиль.
- 2006 — декабрь. — Галерея Дворца Наций, Иерусалим, Израиль.
- 2006 — июнь — Галерея культурного центра Hi-Tech. Иерусалим, Израиль.
- 2006 — Галерея Shonka, Иерусалим, Израиль.
- 2006 — Русский музей Джерси-Сити, США
- 2002 — Галерея Shonka, Иерусалим. Израиль.
- 2000 — Бейт Бельгия. Университет. Иерусалим. Израиль.
- 1999 — Interamerican дом. Иерусалим. Израиль.
- 1995 — Клуб интеллектуалов. Киев. Украина.
- 1992 — Srudborove. Варшава. Польша.
- 1987 — Галерея Азорея. кибуц Азореа, Изреельская долина. Израиль.
- 1974 — Галерея «Геня», Тель-Авив, Израиль.

## Групповые выставки
- 2009.12-2010.01 МОМА (Museum of Modern Art) Animamix, Шанхай, Китай.
- 2008 — август, Тихоокеанский Арт-Фестиваль, Йокагама, Япония.
- 2008 — июнь — июль, Юбилей 60 лет Израиля, и 40 лет Объединения Иерусалима.
- 2005 — Zwischen Himmel унд Erde. Спалтенстейн (Spaltenstein). Германия.
- 2005 год. — Quanyin — богини милосердия и сострадания. Торонто. Канада.
- 2004 — C.A.S.E. Музей русского искусства, Джерси-Сити, США.
- 1989 — Музей Рокфеллера. Studio. Иерусалим. Израиль.
- 1986 — Дворец Наций, Иерусалим, Израиль.
- 1983 — Grosvenor Gallery, Лондон. Англия.
- 1977 — В пользу детей советских политических заключенных. Parkway Focus Gallery, Лондон, Англия. Музей современного русского искусства, Монжерон, Париж. Франция. Мюнхен. Германия.
- 1975 — Центр Ротшильда, Хайфа, Израиль.
- 1975 — ВИЦО, Иерусалим, Израиль.
- 1974 — Молодой Израиль, Старый Яффо, Израиль.